# Trung tâm Giao lưu Văn hóa Nhật Bản

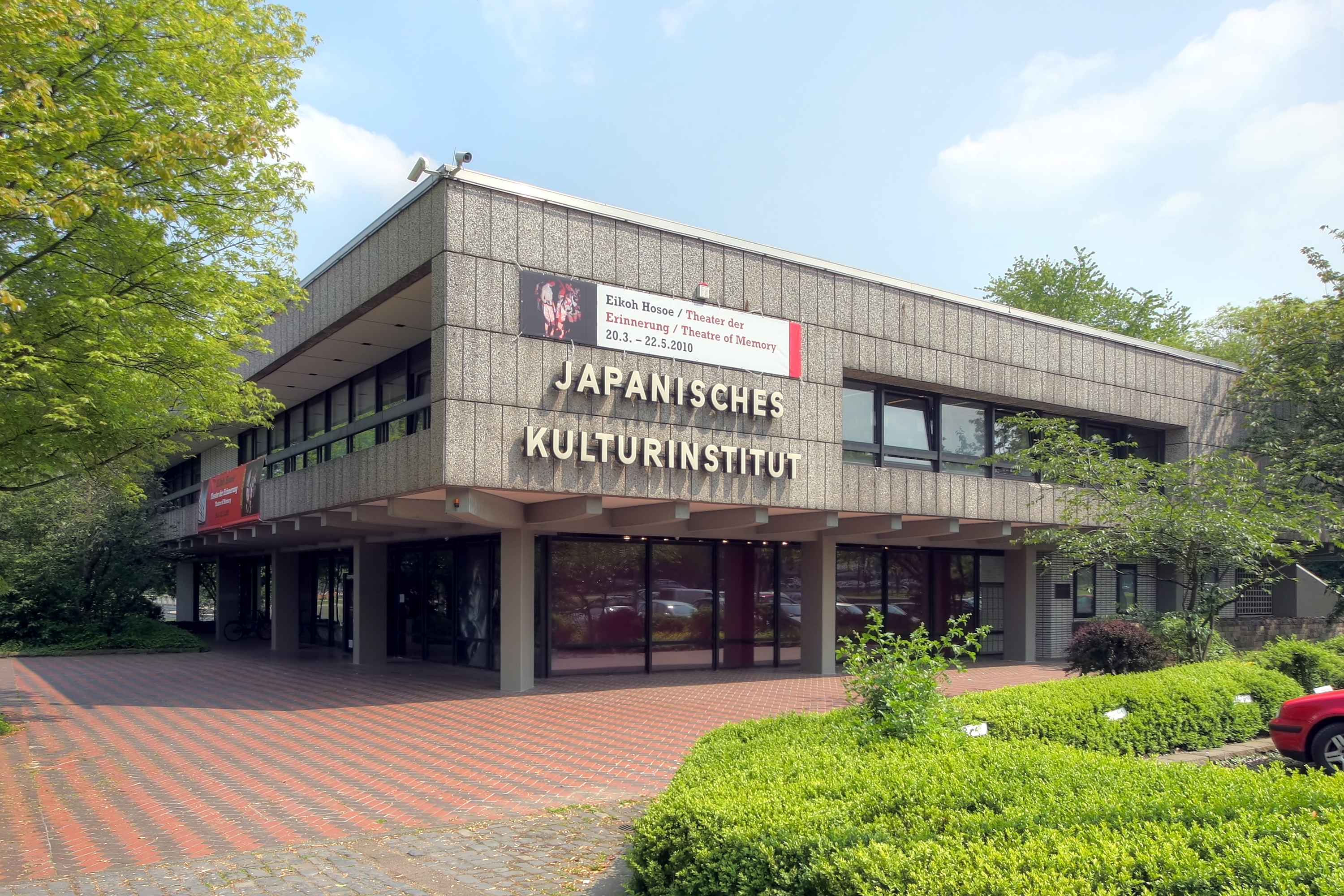
Toà nhà "Japanisches Kulturinstitut" tại Cologne, Đức

Trung tâm Giao lưu Văn hóa Nhật Bản (国際交流基金 Kokusai Kōryū Kikin)
còn có tên tiếng Anh là Japan Foundation, được thành lập năm 1972 theo một quyết định của Quốc hội Nhật Bản, là một cơ quan đặc biệt có nhiệm vụ phổ biến văn hóa Nhật Bản ra quốc tế.
Trung tâm Giao lưu Văn hóa Nhật Bản đặt mục tiêu phát triển toàn diện và hiệu quả  các chương trình trao đổi văn hóa của mình trong các lĩnh vực sau:
1. Thúc đẩy trao đổi văn hoá và nghệ thuật (Nhật Bản)
2. Thúc đẩy giáo dục tiếng Nhật (ở nước ngoài) (Kỳ thi năng lực tiếng Nhật JLPT)
3. Thúc đẩy nghiên cứu Nhật Bản và giao lưu trí tuệ.

Hoàng thân Takamado từng chịu trách nhiệm quản lý Trung tâm Giao lưu Văn hóa Nhật Bản từ 1981-2002.
Trung tâm Giao lưu Văn hóa Nhật Bản có trụ sở tại Shinjuku, Tokyo và một văn phòng phụ trợ tại Kyoto. Ngoài ra còn có 2 Viện tiếng Nhật đặt tại Saitama và Tajiri, Osaka.
Trên thế giới có 22 chi nhánh của Trung tâm Giao lưu Văn hóa Nhật Bản tại 21 nước:
- Úc (Sydney)
- Brasil (São Paulo)
- Canada (Toronto)
- Trung Quốc (Bắc Kinh)
- Ai Cập (Cairo)
- Pháp (Paris)
- Đức (Cologne)
- Hungary (Budapest)
- Ấn Độ (New Delhi)
- Indonesia (Jakarta)
- Ý (Roma)
- Malaysia (Kuala Lumpur)
- México (thành phố Mexico)
- Philippines (Manila)
- Nga (Moskva)
- Tây Ban Nha (Madrid)
- Hàn Quốc (Seoul)
- Thái Lan (Bangkok) (trụ sở khu vực Đông Nam Á)
- Anh Quốc (Luân Đôn)
- Hoa Kỳ (Los Angeles, thành phố New York)
- Việt Nam (Hà Nội)

## Tại Việt Nam
Trung tâm Giao lưu Văn hóa Nhật Bản tại Việt Nam chính thức ra đời tháng 3 năm 2008 tại Hà Nội, là văn phòng đại diện thứ năm của Quỹ tại Đông Nam Á.
Cụ thể, trung tâm đặt tại số 27 Quang Trung – Hoàn Kiếm – Hà Nội.